# Schwarzwasserbach (Lech)
Der Schwarzwasserbach ist ein knapp 10 km langer linker Zufluss des Lechs in den Allgäuer Alpen in Tirol.

## Verlauf
Der Schwarzwasserbach entsteht aus der Vereinigung von Fuchskarbach und Reitgehrenbach. Der 3,7 km lange Fuchskarbach entspringt am Fuchskar unterhalb des Hochvogels auf 1880 m ü. A. (⊙) und fließt in nordöstlicher Richtung. Der 2,1 km lange Reitgehrenbach entsteht unterhalb von Sattelkopf und Lärchwand in einer Höhe von 1837 m ü. A. (⊙) und verläuft nach Osten.
Bei der unteren Lichtalpe vereinigen sich die beiden Quellbäche zum Schwarzwasserbach, der Richtung Osten durch das Schwarzwassertal fließt und gegenüber von Forchach in den Lech mündet. Bisweilen wird der Fuchskarbach als Oberlauf des Schwarzwasserbachs angesehen, der damit auf eine Länge von 13,3 km und einen Höhenunterschied von 965 m kommt.
Während die Quellbäche typische Gebirgsbäche darstellen, ist der Mittellauf relativ flach. Im Unterlauf verläuft der Schwarzwasserbach wieder relativ steil durch eine tief eingeschnittene Schluchtstrecke.

## Einzugsgebiet
Der Schwarzwasserbach entwässert ein Einzugsgebiet von 43 km², das sich über knapp 1700 Höhenmeter bis zum Hochvogel (2592 m ü. A.) erstreckt.

## Ökologie
Der Schwarzwasserbach ist weitgehend naturbelassen und weist im relativ flachen Mittellauf Verzweigungen und Umlagerungsstrecken mit einer starken Hochwasserdynamik auf. Die Kiesbänke in diesem Abschnitt stellen einen wichtigen Lebensraum für zahlreiche Heuschreckenarten wie Gefleckte Schnarrschrecke oder Kiesbankgrashüpfer dar. An der Mündung erstreckt sich lechaufwärts die Errachau, eine mit Kiefern, Föhren und Fichten bestandene Au, in der sich auch zum Naturdenkmal erklärte Wacholderbäume und Orchideen wie die Mücken-Händelwurz finden. Der Schwarzwasserbach und der Talboden des Schwarzwassertals sind Teil des Naturparks Tiroler Lech.